# La Toile d'araignée (pièce de théâtre)
Pour les articles homonymes, voir La Toile d'araignée.
La Toile d'araignée (Spider's Web) est une pièce de théâtre policière originale d'Agatha Christie de 1954.

## Historique de la pièce
Agatha Christie se met à l'écriture de La Toile d'araignée à la demande de l'actrice Margaret Lockwood, durant les répétitions de sa précédente pièce Témoin à charge. Le personnage incarné par Lockwood se prénomme Clarissa, comme la mère de Christie. De plus, un personnage est créé pour la fille de 14 ans de Lockwood.
La première a lieu en 1954 au Theatre Royal de Nottingham. La pièce est représentée en tournée à travers tout le pays avant que la troupe ne s'installe le 14 décembre 1954 au Savoy Theatre de Londres pour un total de 774 représentations. En mars 1955, la reine Élisabeth II, le prince consort Philip Mountbatten et la princesse Margaret du Royaume-Uni étaient dans le public.
En 1954, Agatha Christie devient la première femme à avoir trois pièces de théâtre en production simultanément dans le West End de Londres, avec La Toile d'araignée, Témoin à charge et La Souricière.

## Argument
Clarissa Hailshman-Brown habite une maison isolée en pleine campagne du Kent, noyée sous la pluie et le brouillard. Un crime est commis dans cette demeure et l'inspecteur de police arrive pour enquêter.
Seulement, la maîtresse de maison est une personne assez originale, qui adore les crimes et l'imprévu. Elle ne manque donc pas de compliquer la tâche du détective... ainsi que celle du spectateur, et ce jusqu'au dénouement.

## Personnages
- Clarissa Hailsham-Brown : jeune femme
- Sir Rowland Delahaye : juge et grand ami de Clarissa
- Hugo Birch : homme riche, ami de Sir Delahaye
- Jeremy Warrender : jeune homme de carrière, le soupirant de Clarissa
- Pippa Hailsham-Brown : la belle-fille de Clarissa
- Elgin : majordome
- Henry Hailsham-Brown : mari de Clarissa
- Oliver Costello : compagnon de la première femme de Henry Hailsham-Brown
- Susanna Peake : jardinière à la maison Hailsham-Brown
- Inspecteur Lord : inspecteur de police
- Constable Jones : officier de police

## Distribution
- Sir Edward
- Philip
- Walter
- Patricia
- Margaret
- Mademoiselle Peake
- Elgin
- Costello
- Henry
- Smith
- L'inspecteur

## Adaptations
- 1957 : Publication de la pièce par Samuel French sous le French's Acting Edition no 834 ;
- 1960 : The Spider's Web, film britannique de Godfrey Grayson avec Glynis Johns dans le rôle de Clarissa ;
- 1982 : Spider's Web, téléfilm britannique de la BBC avec Penelope Keith dans le rôle de Clarissa ;
- 2000 : La Toile d'araignée, roman adapté de la pièce par Charles Osborne.